# Porcellio inconspicuus
Porcellio inconspicuus är en kräftdjursart som beskrevs av Dollfus1892. Porcellio inconspicuus ingår i släktet Porcellio och familjen Porcellionidae. Inga underarter finns listade i Catalogue of Life.